# Beni Slimane
Beni Slimane (în arabă بنى سليمان) este o comună din provincia Médéa, Algeria.
Populația comunei este de 33.779 de locuitori (2008).